# У Ну
У Ну (25. мај 1907 — 14. фебруар 1995) је био један од водећих политичара у историји Бурме 20. века. Био је први председник владе Бурме, функција коју је обављао укупно три пута.

## Биографија
Рођен је 1907. године у Вакеми, у тадашњој Британској Бурми. У политику се укључио на студијама на Рангунском универзитету. Био је избачен са факултета због антибританских чланака у студентским листовима. Тада је постао и члан националистичке организације, која се залагала за независност Бурме. Био је један од оснивача Народне револуционарне партије, која ће након јапанске окупације Бурме прерасти у Антифашистички савез за слободу народа (АФПФЛ). У Ну је с временом постао председник АФПФЛ-а. Октобра 1947, са британским премијером Клементом Атлијем потписао је споразум о независности Бурме.
Бурма је добила независност од Британије 4. јануара 1948. године. У Ну је тада постао први премијер Бурме. По доласку на власт угушио је војну побуну усмерену против њега. Током У Нуове владавине, Бурма је била држава са веома стабилним институцијама. Дана 2. марта 1962, генерал Не Вин извршио је државни удар и сместио У Нуа у кућни притвор. Године 1969, У Ну је упутио захтев да се врати на власт, а за Не Вина препоручио да узме функцију председника државе. Пошто одговора није било, У Ну је првобитно отишао у Индију, а затим у Уједињено Краљевство. Новембра 1969, Не Вин је званично одбио У Нуов захтев за расподелом власти. У Ну је убрзо на граници Тајланда и Бурме био вођа групе герилаца, који су се борили против владе Не Вина. Прихватио је амнестију коју му је понудио Не Вин и вратио се у Бурму 29. јула 1980. године.
У Ну се после повратка у Бурму бавио предавањима о будизму по својој земљи и у САД. Године 1987, поново се активирао у политици и формирао алтернативну владу. Дана 18. септембра 1988, на власт је дошло Веће за обнову реда и државног закона под изликом да врати ред у држави и тражило од У Нуа да укине своју владу. Пошто он то није направио, био је смештен у кућни притвор 29. децембра 1989. године. Ослобођен је 23. априла 1992, на дан када је уместо Већа на власт дошла војна хунта.
У Ну умро је 14. фебруара 1995. године у Јангону, у 87. години живота.

## Литерарни рад
Осим што је био духовни вођа своје земље, У Ну је написао аутобиографију и неколико књига које се баве савременом историјом Бурме. Такође је и преводио књиге с енглеског на бурмански језик. Написао је и неколико новела и сценарија за позоришне представе.